# Giovanni da San Facondo
Giovanni da San Facondo González de Castrillo (Sahagún, 1430 – Salamanca, 11 giugno 1479) è stato un presbitero spagnolo dell'Ordine di Sant'Agostino. Beatificato nel 1601, fu proclamato santo da papa Alessandro VIII nel 1690.

## Biografia
Nacque da una nobile famiglia a Sahagún un comune della Spagna nel XV secolo. Prima che venisse ordinato sacerdote, lo zio fece in modo da fargli usufruire di un beneficio ecclesiastico con cura d'anime.
Giovanni non accettò il beneficio, ritenendo tale dono non proveniente dalla grazia di Dio, ma da una manovra economica. Per la sua indole fu posto al servizio del vescovo di Burgos, Alfonso da Cartagena, che lo ordinò sacerdote, all'incirca all'età di 33 anni. Insoddisfatto della vita nella curia, alla morte del vescovo entrò nell'Ordine di Sant'Agostino il 18 giugno 1463. Si consacrò definitivamente al Signore il 28 agosto 1464.
Morì nel 1479 e le sue spoglie sono conservate nella cattedrale nuova di Salamanca.

## Culto
Viene ricordato soprattutto per la sua umiltà e sincerità, fu un promotore di pace. Difensore dei diritti dei più poveri in particolare degli operai. Da ricordare la sua particolare devozione al culto eucaristico.
Profondamente umile e sincero, fu instancabile promotore della pace e della convivenza sociale e difese strenuamente i diritti degli operai. Ebbe una spiccata devozione all'Eucaristia.
Beatificato nel 1601 da papa Clemente VIII, fu canonizzato da papa Alessandro VIII nel 1690.
La sua memoria liturgica ricorre il 12 giugno.